# Ностиц, Фридрих Гартвиг фон
Рейхсграф (с 1716 года) Фридрих Гартвиг фон Ностиц (дат. Friedrich Hartwig rigsgreve von Nostitz-Rieneck; 1660 — 1737, Лаузиц) — военачальник датской, русской, венецианской и саксонской армий, генерал-поручик армии Петра I, участник Северной войны.

## Биография
Представитель известного дворянского рода из Лаузица, сын саксонского камергера.
Начал военную службу в датской армии, с 1680 года — капитан пехотного полка, с 1689 года — майор и комендант форта Фредериксхольм в крепости Кристиансанн, с 1694 года — вице-комендант, затем комендант Кристиансанна. Одновременно в 1693-99 годах служил в полку Гильденлеве, сначала в качестве командира роты, с 1694 года — подполковник, с 1701 года — полковник.
В январе 1707 года принят на русскую службу на 3 года в чине генерал-майора пехоты, в апреле 1707 года прибыл в Россию, в мае стал шефом пехотного полка (в 1708 году наименованного Нижегородским), за взятие крепости Эльбинг в 1710 году получил чин генерал-поручика.
По окончании контракта в 1711 году с Россией тщетно пытался он вернуться в Данию, однако вынужден был перейти на венецианскую службу, сражался в Далмации. С 1716 года — рейхсграф.
Закончил военную карьеру генералом от инфантерии Саксонии.

### Договор с Ностицем
Его Царского Величества при Королевском Величестве Дацком чрезвычайной и полномочной посол я, Андрей Измайлов, чиню ведомо и известно всякому, что сего нижеподписанного числа между благородным господином полковником Хартвих Фридерихом Ностицом и мною договорено и именем вышеупомянутого Его Царского Величества заключено суть, как следует:
1. Тако господин полковник в Его Царского Величества службу силою сей капитуляции примается чином генерал-майора от инфантерии на 3 года.
2. Надлежит ему иметь под своею командою пехотной полк и ежели Его Царского Величества изволение будет, и конной полк основаньем, обыкновеньем и манерою, како там обыкновенно.
3. Надлежит господину полковнику придать и позволить двух адъютантов, из которых бы один Московского, а другой Немецкого языка доволен был, такожде и одного лекаря.
4. Коль долго господин генерал-майор в службе Его Царского Величества будет, дабы оному со всеми Его офицерами и домовными вольное употребление веры и полевого священника его же веры соизволено-б было иметь.
5. Его Царского Величества годового жалованья оному 5.000 рублев, которое число по цене 10.000 Дацких ефимков-курант исчислится, даватися будет, и надлежит от оных на 3 месяца здесь или в Амбурке ему наперед заплатить, и то жалованье начнется с того числа, которого настоящая капитуляция подписана.
6. Такожде вышереченным Его Царского Величества именем обещается: когда случится, что господин генерал-майор в неприятельские руки впадет, или в полон возьмется, ему его жалованье как пред тем равно, аки он в подлинной царской службе был, иметь, и дабы оное ему помесячно в Амбурхе плачено, и он, как скоро возможно, выкуплен был.
7. Ежели господин ген.-майор ранен или увечен будет, то имеет Его Царское Величество оного не токмо до его исцеления питать, но и особливо ему, по окончании трех договорных годов, его достоинству пристойной подарок пожаловать, и когда оный похочет, тако-б ему отъехать с надлежашим абшейтом и обыкновенными дорожными потребностями узапасену, но егда же ему в такое время смерть случится, то Его Царское Величество по своему высокому изволению и щедротам (которыми оный и всякого, кто себя в службе блого содержит, жалует) его жене благоволительной подарок всемилостиво дать да повелит.
8. И хоть между тем Его Царское Величество со своими неприятели в мир вступит, однакожде оному господину ген.-майору настоящую капитуляцию, как она ниже сего подписана и во всех пунктах, дондеже оные договорные три года пройдут, содержать и ненарушимо сохранять.
9. И если в то уреченное время оной в некое смятенье с кем впадет, оклеветан и каким ни есть образом оболган или обнесен будет, и такоб оному поволено и допущено было и пред Его Царским Величеством самим, аки пред его всемилостивым Государем, судом оправдание и извинение свое приносить, и оного никако инако, яко во всех странах употребляющим воинским всенародным правом судить.
10. Против того хочет господин генерал Его Царскому Величеству во всем послушным, верным и угождаемым быть, во время его того чина имение и кровь свою за оного благополучие полагать, никакого страху опасаться, но во всех случаях добрым и храбрым кавалером, яко искуссному воинскому начальнику пристойно есть, поступать, яко он в том при своем приезде к Москве вяще и присягою обяжется, к тому обещает и обязует [41] он себя во время трех месяцев по сочинении сей капитуляции к его услужению по ведомости, которую я ему дам, где ему обретаться или к нашему войску, где оные будут, отъехать, чего ради ему тогда, а именно к поспешению того его пути и приготовления экипажа 1.000 ефимков, которых одну половину здесь или в Амбурхе, а другую при его, дай Боже, счастливом приезде заплатить обещано и соизволено к заключению сего ему на Москве всякий привилии высокой царской милости, яко оную иные генералы и высокие офицеры имеют, а особливо телеги, лошади в походах и в дорогах кроме, чтоб ему за то из его жалованья вычитано было, иметь, и по окончании его уговоренного времени надлежит ему вольное возвращенье, пашпорт, перевод и всякия потребные иждивенья к тому дать соизволить и определить, дабы без всякой досады мог блого назад возвратиться.
Для свидетельства сей капитуляции от меня с господином полковником Лангом и при его бытности подписана и приложеньем нашими печатьми утверждена, еже учинено Генваря в 5 день 1707 года.
Сие наше постановление между мнпереою, нижеименованным, и господином генералом в вышеписанных статьях определилось, которые по указу Вседержавнейшего Царя, Моего Милостивого Государя, подтверждаю рукою моею и печатью. Андрей Измайлов, Никлас Ланг.

Я, нижеподписанный, объявляю и униженно прошу в сей государственной канцелярии и особно кому надлежит. Понеже по самому Его Царского Величества указу призвали мы с господином полковником Лянгою в высокомонаршескую службу генерал-майора барона Ностеса, которому я дал на дорогу и четвертую часть годового жалованья 3.000 ефимков в кронах Дацких, а те деньги взяты в Амбурке у торгового человека Франца Поппа, всеуниженно прошу, дабы по сему письму оному господину Поппу были заплачены без задержанья. Андрей Измайлов. Из Копенгагена, февраля 12 дня 1707 года..